# 7,62 KvKK 62
7,62 KvKK 62 (фін. kevyt konekivääri 62 = «легкий кулемет 62») — це фінський  ручний кулемет під набій 7.62×39 мм, розроблений в кінці 1950-х років, з першим прототипом готовим до випробувань у 1960 році. Він був офіційно прийнятий в якості стандартної зброї піхотної підтримки для Сил оборони Фінляндії, в 1962 році як 7.62 konekivääri 62; перші партії зброї були поставлені в 1966 році. Він як і раніше знаходиться в строю, хоча з 90-х років частково замінений єдиним кулеметом російського виробництва ПКМ.

## Конструкція
Автоматика KvKK 62 побудована на принципі відводу порохових газів, з стрічковою подачею набоїв. Запирання відбувається перекосом затвора вгору, за кришку ствольної коробки, вогонь ведется з відкритого затвора. Загальна система роботи побудована за зразком, чеського кулемету Vz.52. Ствольна коробка KvKK 62 фрезерована зі сталі, а поворотна пружина розміщена у трубчастому металевому прикладі. Живлення проводиться за допомогою металевих стрічок на сто набоїв, які розміщуються у брезентових торбинках з металевим каркасом, що кріпляться з правого боку ствольної коробки. З правого боку прикладу та ствольної коробки також закріплено шомпол. Складана вбік ручка для перенесення зроблена в передній частині механізму подачі стрічки. KvKK 62 не має швидкої заміни ствола, що є серйозним мінусом при потрібній постійній вогневої мощі; доктрина первісного використання була заснована на гнучкій тактиці «бій-та-біжи», а не вогні що пригнічує з сильної позиції. KvKK 62 також оснащений складаною сошкою.
KvKK 62 використовує проміжні радянські набої 7.62×39 мм М43, як і стандартні штурмові гвинтівки ЗСФ (від РК 62 до РК 95 ТП). Основним недоліком є відсутність швидкої заміни ствола і чутливість до бруду і вологості — KvKK 62 вимагає більш ретельного догляду в бойовому середовищі, ніж більшість штурмових гвинтівок ЗСФ.